# Bujar Alimani
Bujar Alimani (ur. 27 stycznia 1969 w Patosie) – albański reżyser i scenarzysta.

## Życiorys
Ukończył studia z zakresu malarstwa i reżyserii teatralnej w Akademii Sztuk w Tiranie. Po studiach wyemigrował do Grecji, gdzie pracował jako asystent reżysera. W roli reżysera filmowego zadebiutował w 2002 krótkometrażowym filmem Katoi. Pierwszy film fabularny zrealizował w 2011 (Amnestia). Zrealizowany w 2018 film Delegacja miał swoją premierę na Warszawskim Festiwalu Filmowym (otrzymał na nim nagrodę Grand Prix), a reżyser odwiedził Warszawę. Był jednym z inicjatorów Festiwalu Młodych Albańskich Filmowców w Nowym Jorku.

## Filmografia

### Filmy krótkometrażowe
- 2002: Katoi
- 2006: Ygraerio
- 2008: Busulla
- 2009: Mia istoria agapis
- 2017: Missing Earring
- 2018: Zois (dokumentalny)
- 2024: Four Seasons

### Filmy fabularne
- 2011: Amnestia
- 2015: Chromium
- 2018: Delegacja
- 2021: Albańska dziewica

### Scenariusz filmowe
- 2003: The Kennel
- 2006: Ygraerio
- 2008: Busulla
- 2011: Amnestia
- 2015: Chromium

## Nagrody i wyróżnienia
- 2003: Nagroda jury Międzynarodowego Festiwalu Filmowego w Tiranie za film The Kennel.
- 2006: Nagroda jury Międzynarodowego Festiwalu Filmowego w Tiranie za film Ygraerio.
- 2011: Nagroda C.I.C.A.E. na Międzynarodowym Festiwalu Filmowym w Berlinie za film Amnestia
- 2012: Nagroda publiczności na Black Movie Film Festival za film Amnestia
- 2018: Grand Prix Warszawskiego Festiwalu Filmowego za film Delegacja